# 九島大橋
九島大橋（くしまおおはし）は、愛媛県宇和島市にある九島に架かる橋。水深約30 mに設置されベルタイプ式橋脚基礎の設置水深として日本最大規模である。

## 概要

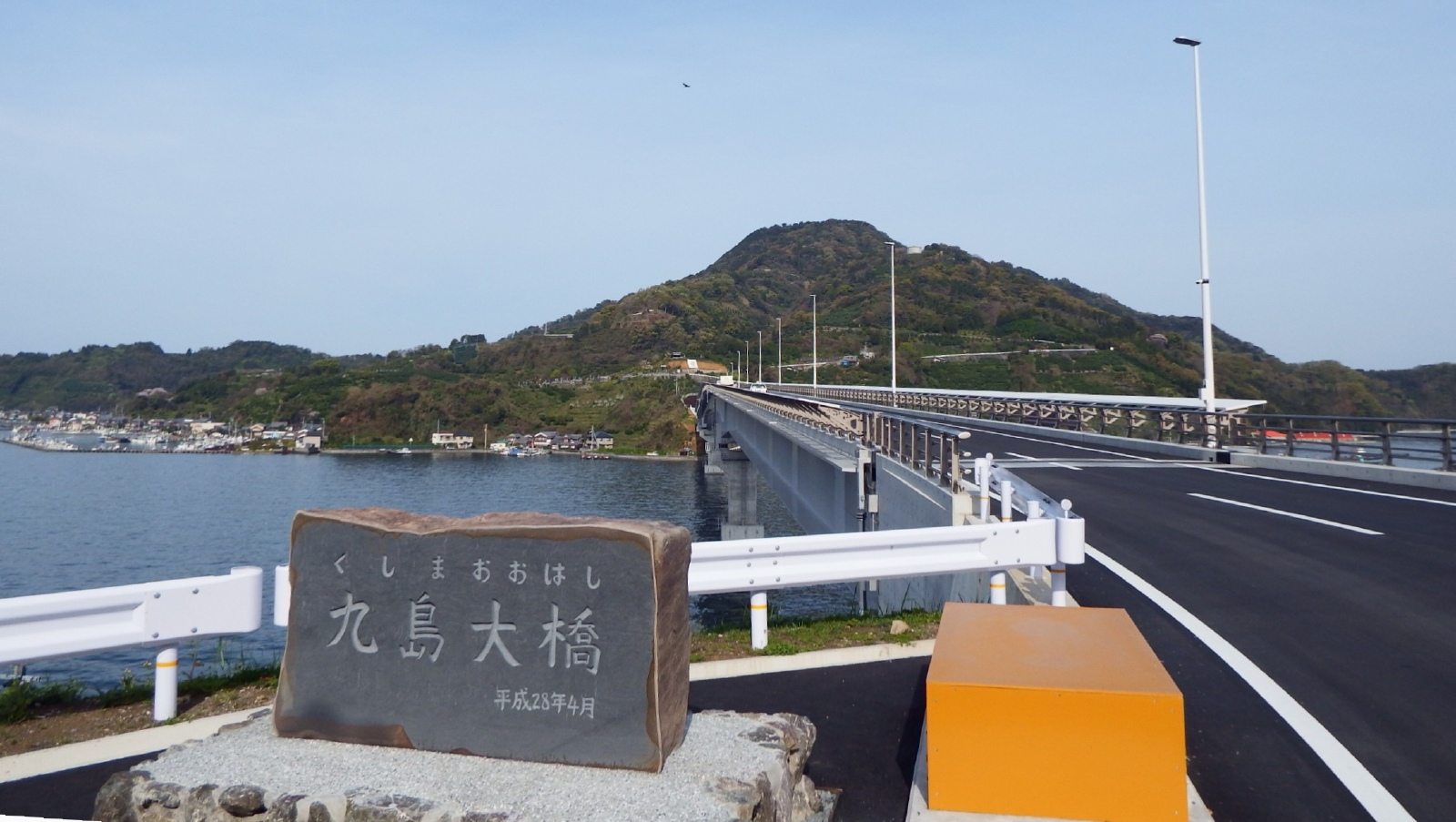
四国本土側より

2016年（平成28年）4月3日、宇和島市により市道坂下津1号線 九島大橋として開通した。
橋脚を設置する箇所の水深が約30mもあり、仮設の締切り工事が大掛かりになるため、陸上で製作した橋脚を一括据付する工法となった。ただし、橋脚の自重が約3,300tあり、ワイヤー等の吊具と合わせた総重量は約3,600tとなることにより、下部工の橋脚吊運搬据付は寄神建設所属で日本最大級のクレーン船である海翔で据付し、上部工の主桁は深田サルベージ建設所属で同じく日本最大級のクレーン船である駿河で一括架設された。
九島大橋の開通により、宇和島港 - 九島間を運航していた九島フェリーが廃止されている。

### 路線データ
- 全長：468 m
- 幅員：7.25 m
- 形式： 鋼3径間連続鋼床版箱桁橋
- 所属路線：宇和島市道坂下津1号線
- 車線数：2車線
- 建設費：約70億円[4]。

## 交通アクセス
- JR予讃線宇和島駅から宇和島自動車の路線バスで20分。

## ギャラリー

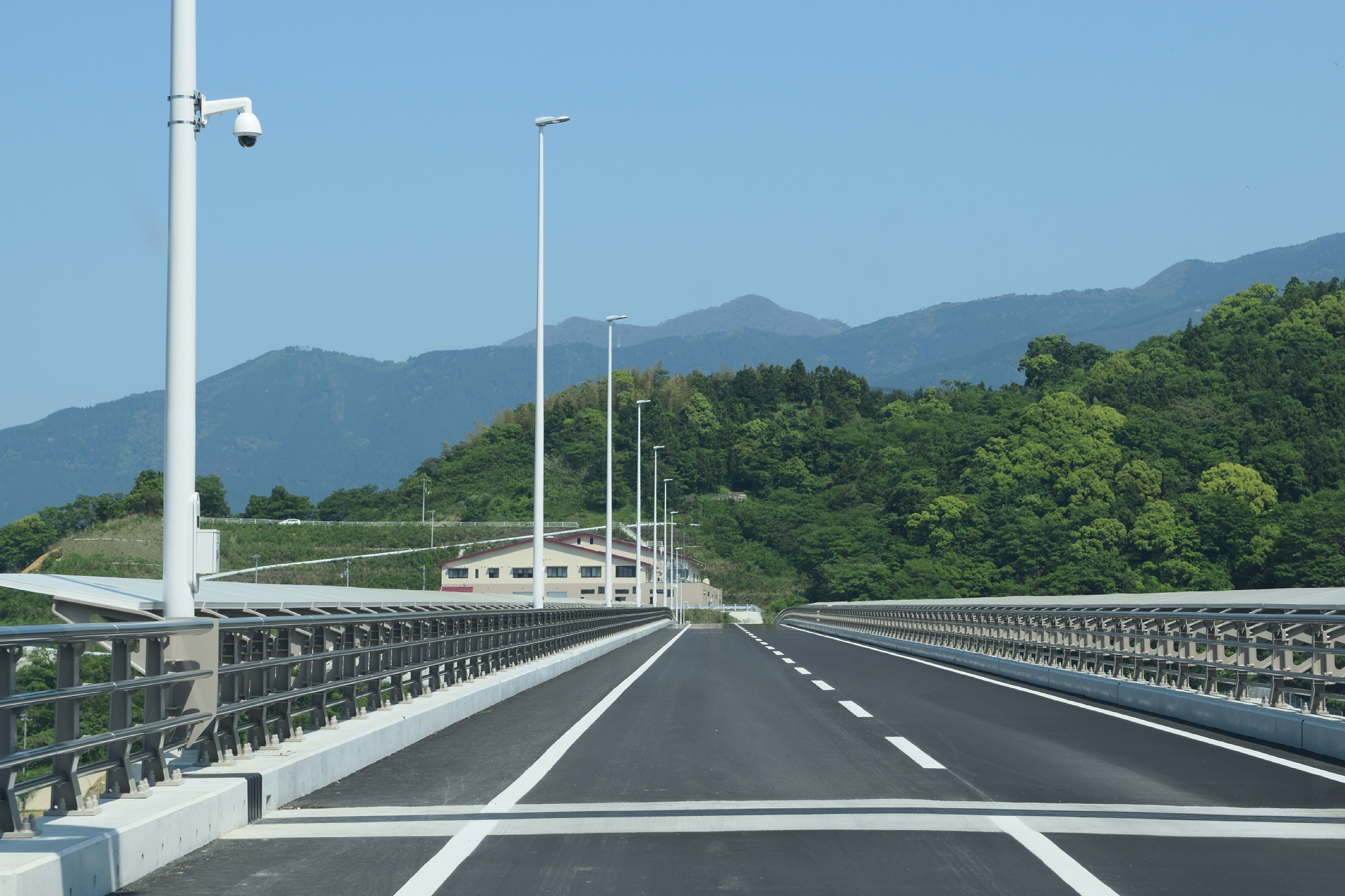
九島大橋　橋面上
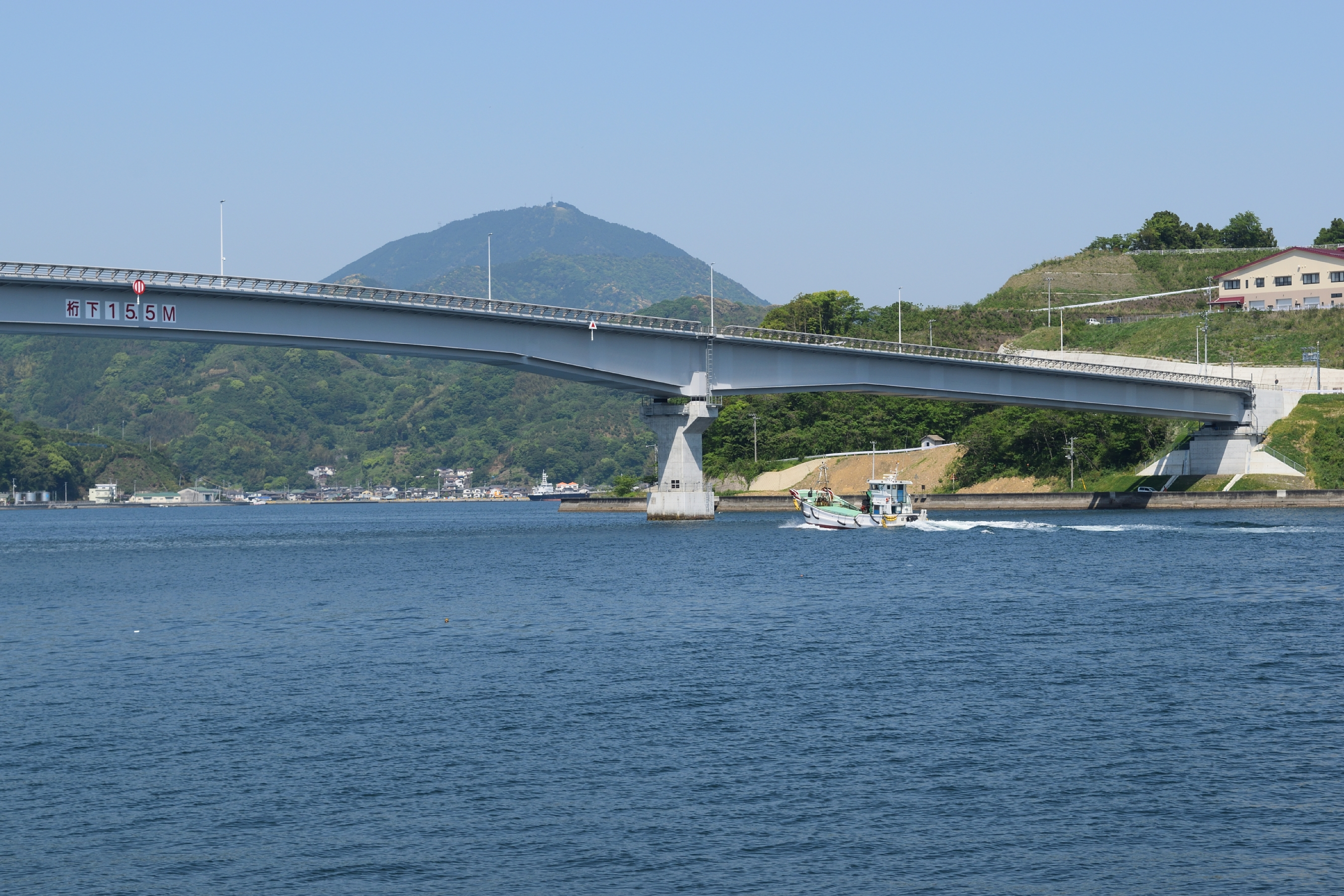
九島大橋　宇和島側
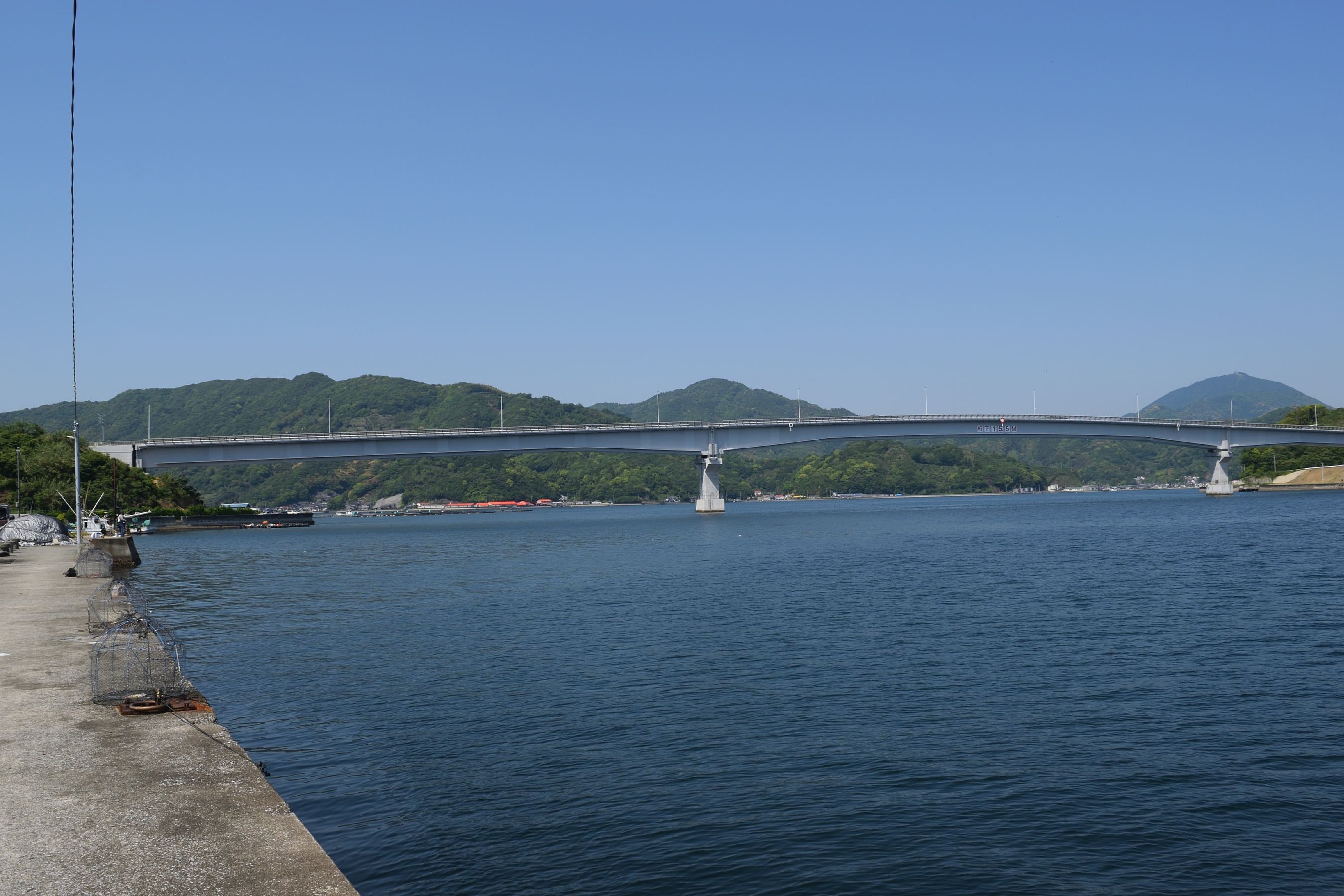
九島大橋　九島側
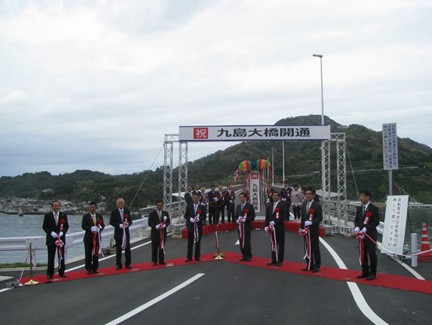
開通式